# Ophiothrix savignyi
Ophiothrix savignyi är en ormstjärneart som först beskrevs av Müller och Franz Hermann Troschel 1842.  Ophiothrix savignyi ingår i släktet Ophiothrix och familjen Ophiothrichidae. Inga underarter finns listade i Catalogue of Life.